# NHK News 7
NHK News 7 (/ NHKニュース7 NHK Nyūsu 7) là chương trình thời sự buổi tối do đài truyền hình NHK sản xuất, phát sóng trên hai kênh là NHK General TV và NHK World Premium (có âm thanh phiên dịch bằng tiếng Anh). Chương trình cũng phát sóng tại Australia trên kênh SBS WorldWatch hằng ngày vào lúc 23 giờ.

## Thời lượng phát sóng
| Ngày                                | Thứ Hai – Thứ Sáu       | Thứ Bảy                 | Chủ nhật                |
| ----------------------------------- | ----------------------- | ----------------------- | ----------------------- |
| 4 tháng 5, 1993 – 1 tháng 3, 1996   | 19:00 – 19:57 (57 phút) | 19:00 – 19:27 (27 phút) | 19:00 – 19:20 (20 phút) |
| 1 tháng 4, 1996 – 29 tháng 3, 1998  | 19:00 – 19:40 (40 phút) | 19:00 – 19:27 (27 phút) | 19:00 – 19:20 (20 phút) |
| 30 tháng 3, 1998 – 26 tháng 3, 2000 | 19:00 – 19:57 (57 phút) | 19:00 – 19:27 (27 phút) | 19:00 – 19:20 (20 phút) |
| 27 tháng 3, 2000 – 1 tháng 10, 2000 | 19:00 – 19:35 (35 phút) | 19:00 – 19:30 (30 phút) | 19:00 – 19:20 (20 phút) |
| 2 tháng 10, 2000 – 28 tháng 3, 2004 | 19:00 – 19:30 (30 phút) | 19:00 – 19:30 (30 phút) | 19:00 – 19:20 (20 phút) |
| 29 tháng 3, 2004 – nay              | 19:00 – 19:30 (30 phút) | 19:00 – 19:30 (30 phút) | 19:00 – 19:30 (30 phút) |